# Borup Sogn (Køge Kommune)
 Denne artikel omhandler Borup Sogn (Køge Kommune). Der er også andre sogne med dette navn, se Borup Sogn.
Borup Sogn er et sogn i Køge Provsti (Roskilde Stift).
I 1800-tallet var Kimmerslev Sogn anneks til Borup Sogn. Begge sogne hørte til Ramsø Herred i Roskilde Amt. Borup-Kimmerslev sognekommune blev ved kommunalreformen i 1970 indlemmet i Skovbo Kommune, der ved strukturreformen i 2007 indgik i Køge Kommune.
I Borup Sogn ligger Borup Kirke.
I sognet findes følgende autoriserede stednavne:
- Bastebjerg (bebyggelse)
- Borup (bebyggelse, ejerlav)
- Dyndet (bebyggelse)
- Gammerød (bebyggelse, ejerlav)
- Grønholt (bebyggelse, ejerlav)
- Hegnede (bebyggelse, ejerlav)
- Klosterskov (areal, bebyggelse)
- Kulmose (bebyggelse)
- Lammestrup (bebyggelse, ejerlav)
- Magleskov (areal)
- Regnemark Banke (bebyggelse)
- Stubberup (bebyggelse, ejerlav)
- Svenstrup (ejerlav, landbrugsejendom)
- Udløbet (bebyggelse)
- Urup (bebyggelse, ejerlav)
- Ørninge (bebyggelse, ejerlav)